# Futrono
Futrono ist eine Kommune im Süden Chiles. Sie liegt in der Provinz Ranco in der Región de Los Ríos. Sie hat 14.665 Einwohner und liegt ca. 80 Kilometer südöstlich von Valdivia, der Hauptstadt der Region.

## Geschichte
Der Name der Gemeinde stammt aus dem Mapudungun, in dem das Wort Futronhué etwa so viel bedeutet wie „Ort des Rauches“. Erste Bewohner der Region waren die Huilliche sowie die Mapuche. Mitte des 16. Jahrhunderts kamen erste spanische Kolonialisten in die Region. Um die Präsenz vor Ort abzusichern wurde Ende des 16. Jahrhunderts die Festung Arquilhue errichtet. Diese wurde jedoch bereits 1599 bei einem Aufstand der einheimischen Mapuche wieder zerstört. Ab Ende des 18. Jahrhunderts, verstärkt jedoch ab Mitte des 19. Jahrhunderts kamen verstärkt Siedler in die Gegend, um dort Forstwirtschaft zu betreiben. Auf den freigewordenen Flächen betreiben sie dann Landwirtschaft. Allerdings war damals die Anbindung von Futrono sehr schlecht, nach Paillaco war man neun Stunden auf dem Pferd durch unwegsames Gelände unterwegs. Deswegen, und um die Produkte verschiffen zu können, wurde in der Folge ein Hafen am Lago Ranco gebaut, und das Dorf wurde so mit Puerto Nuevo und Lago Ranco verbunden. Am 12. Juli 1941 wurde Futrono zu einer eigenständigen Gemeinde. In den folgenden Jahren wurde auch eine Straßenverbindung nach Paillaco und Los Lagos gebaut. Im Herbst 1949 verbrachte der Dichter Pablo Neruda einige Zeit in Futrono.

## Demografie und Geografie
Laut der Volkszählung aus dem Jahr 2017 leben in Futrono 14.665 Einwohner, davon sind 7252 männlich und 7413 weiblich. 55,8 % leben in urbanem Gebiet, der Rest in ländlichem Gebiet. Neben der Ortschaft Futrono gehören mehrere weitere kleine Siedlungen zur Kommune, darunter Llifen, Puerto Maihue und Curriñe. Die Kommune hat eine Fläche von 2120,6 km² und grenzt im Norden an Los Lagos und Panguipulli, im Osten an das Departamento Lácar in der argentinischen Provinz Neuquén, im Süden an Lago Ranco, im Südwesten an La Unión, sowie im Westen an Paillaco.
Futrono befindet sich am Nordrand des Lago Ranco, dem viertgrößten See Chiles. Auch die noch bewohnte Isla Huapi inmitten des Sees gehört zur Gemeinde. Daneben befindet sich auch der einige Kilometer östlich von Lago Ranco gelegene Lago Maihue auf dem Gebiet der Gemeinde. Daneben fließen mehrere kleine Flüsse durch die Gemeinde, die später zum Río Calle-Calle zusammenfließen. Daneben befinden sich in der Gemeinde mehrere Naturschutzgebiete. Im Norden um den Doppelvulkan Mocho-Choshuenco befindet sich das gleichnamige Reserva Nacional Mocho Choshueco, außerdem befindet sich das private Reserva Biológica Huilo Huilo in Futrono.

## Wirtschaft und Politik
In Futrono gibt es 220 angemeldete Unternehmen. Wichtig sind dabei nach wie vor die Land- und Forstwirtschaft. Der aktuelle Bürgermeister von Futrono ist Claudio Lavado Castro von der rechtskonservativen UDI. Auf nationaler Ebene liegt Futrono im 24. Wahlkreis, der die gesamte Region umfasst.

## Tourismus
Auch der Tourismus spielt in Futrono eine wichtige Rolle. Dabei gibt es einerseits die Strände am Lago Ranco und am Lago Maihue, die einige Touristen anziehen. Andererseits gibt es in den Naturschutzgebieten der Gemeinde eine Vielzahl von Wanderwegen. So kann man neben Mehrtagestouren im Reserva Biológica Huilo-Huilo auch auf den Spuren Pablo Nerudas wandern. Außerdem gibt es in Chuhío und in Llifen heiße Quellen.

## Fotogalerie

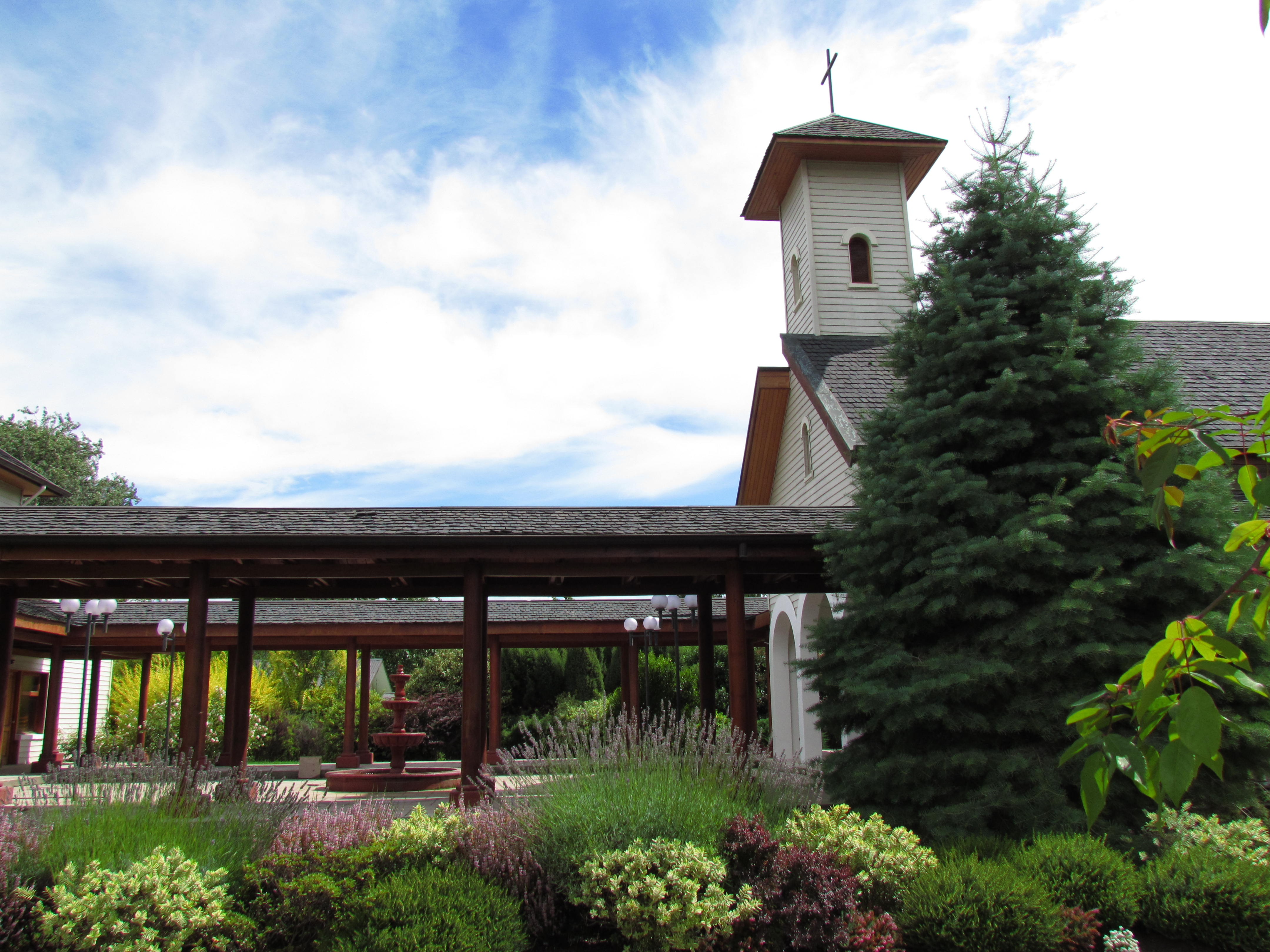
Die Kirche von Futrono
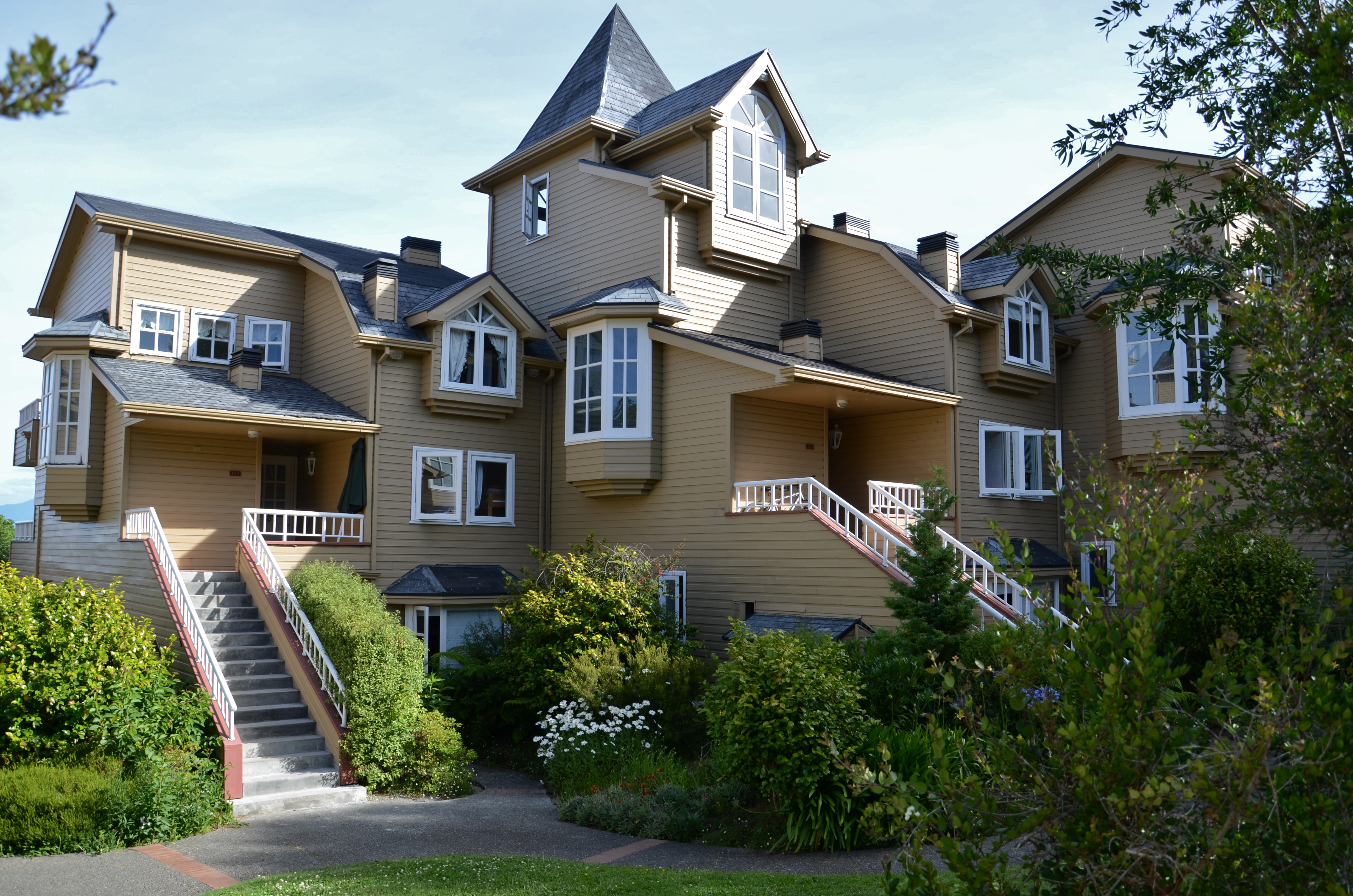
Villa im Dorf Coique
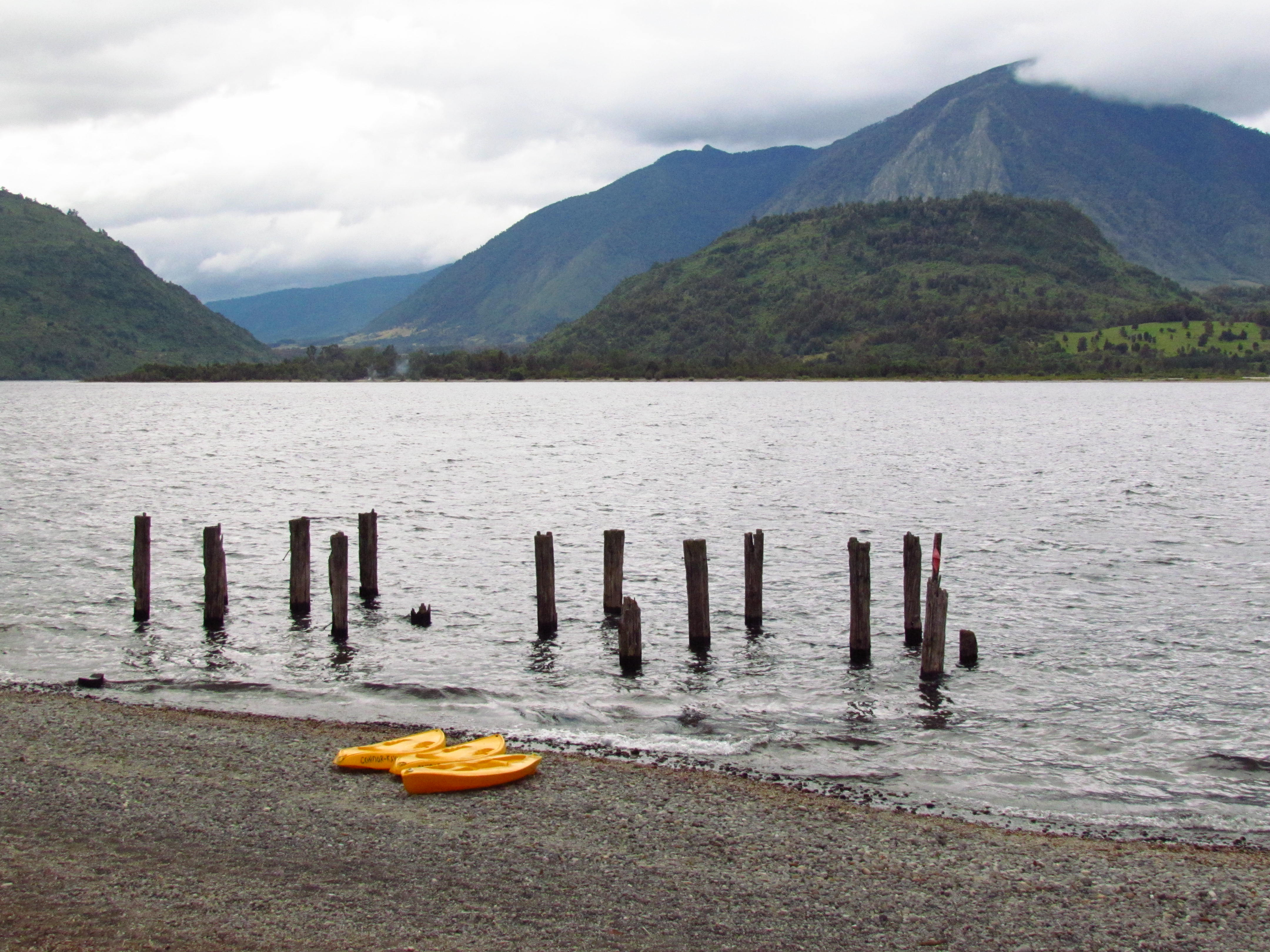
Der Lago Ranco
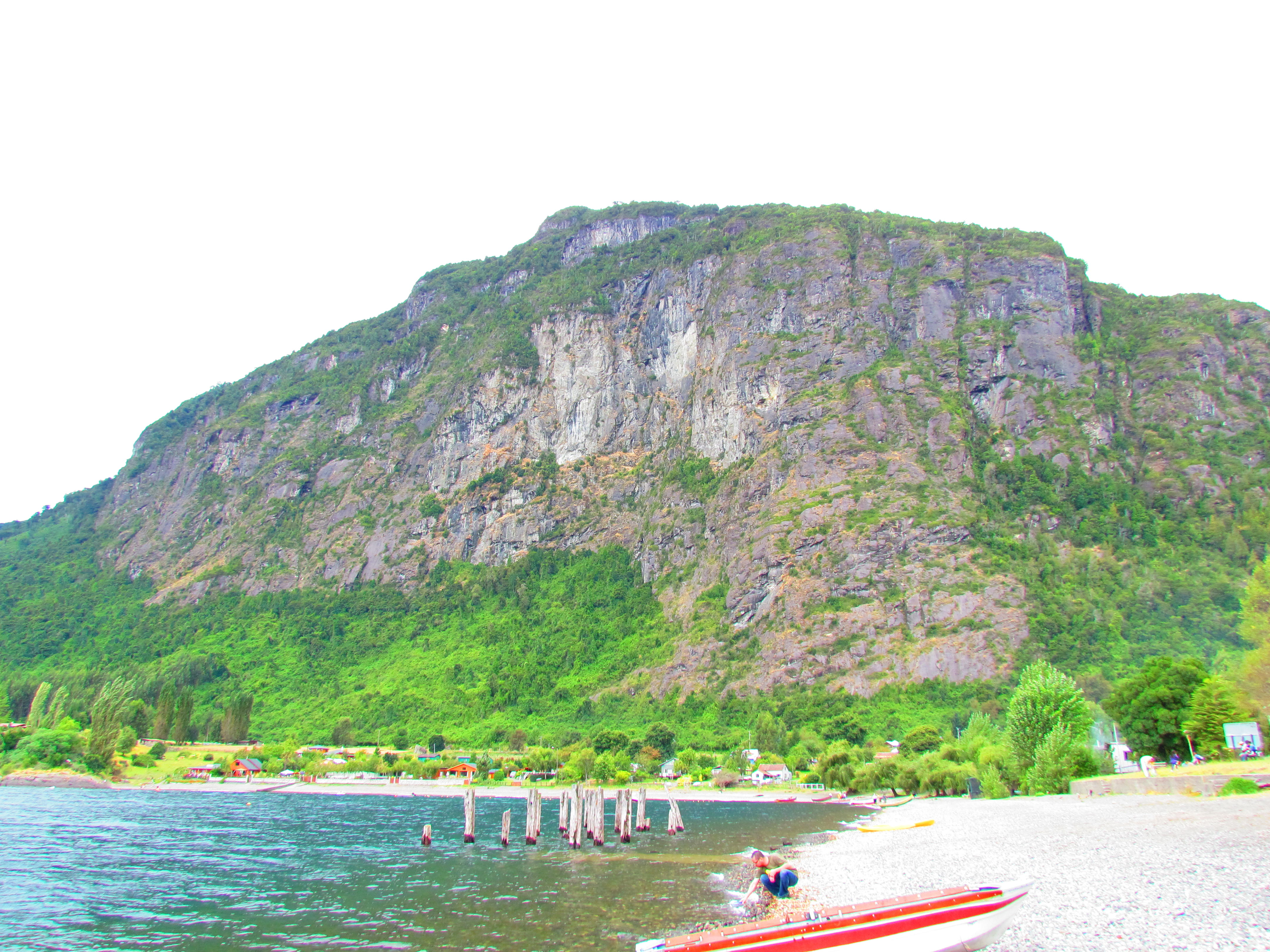
Strand bei Llifen
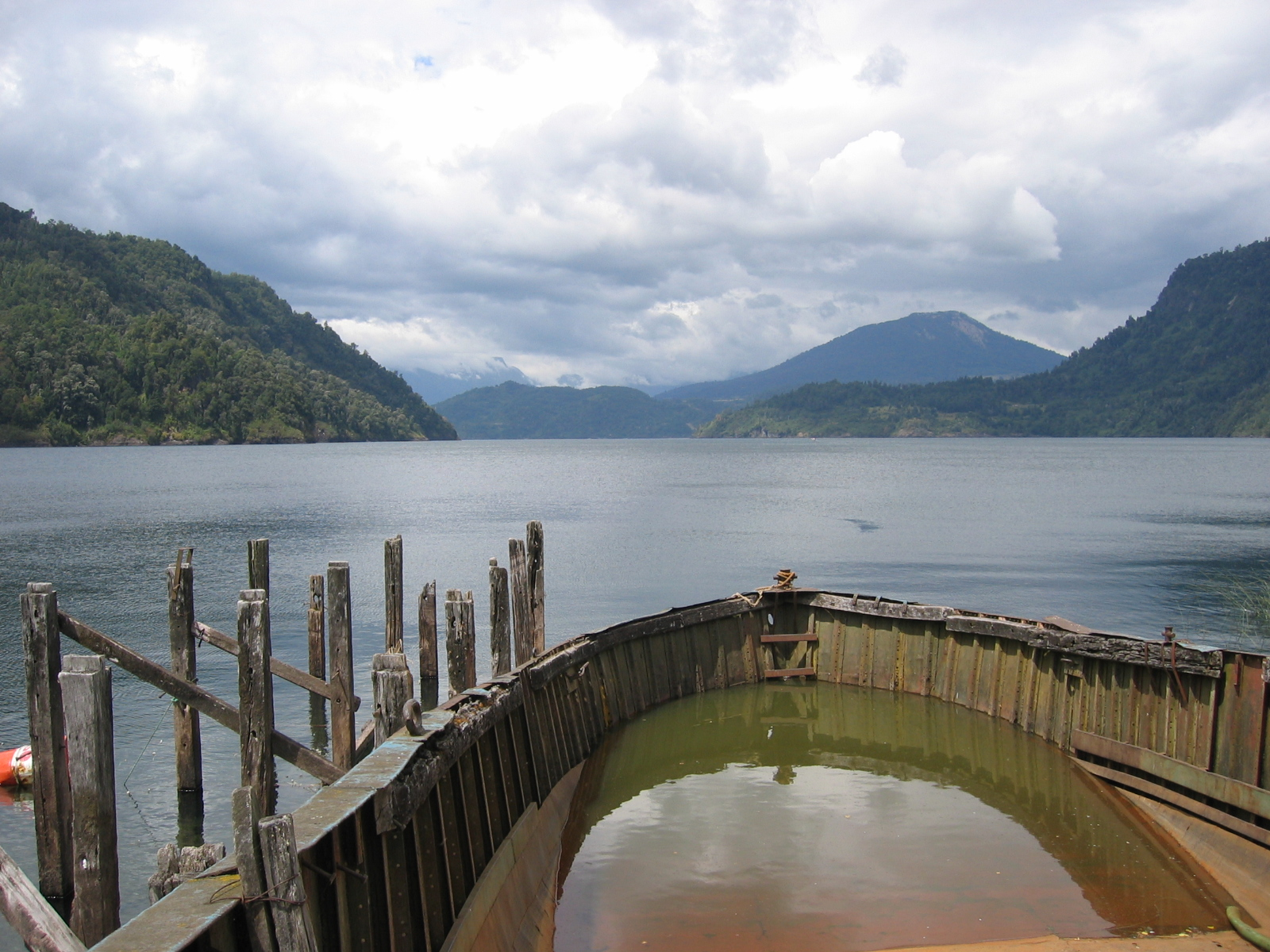
Der Lago Maihue
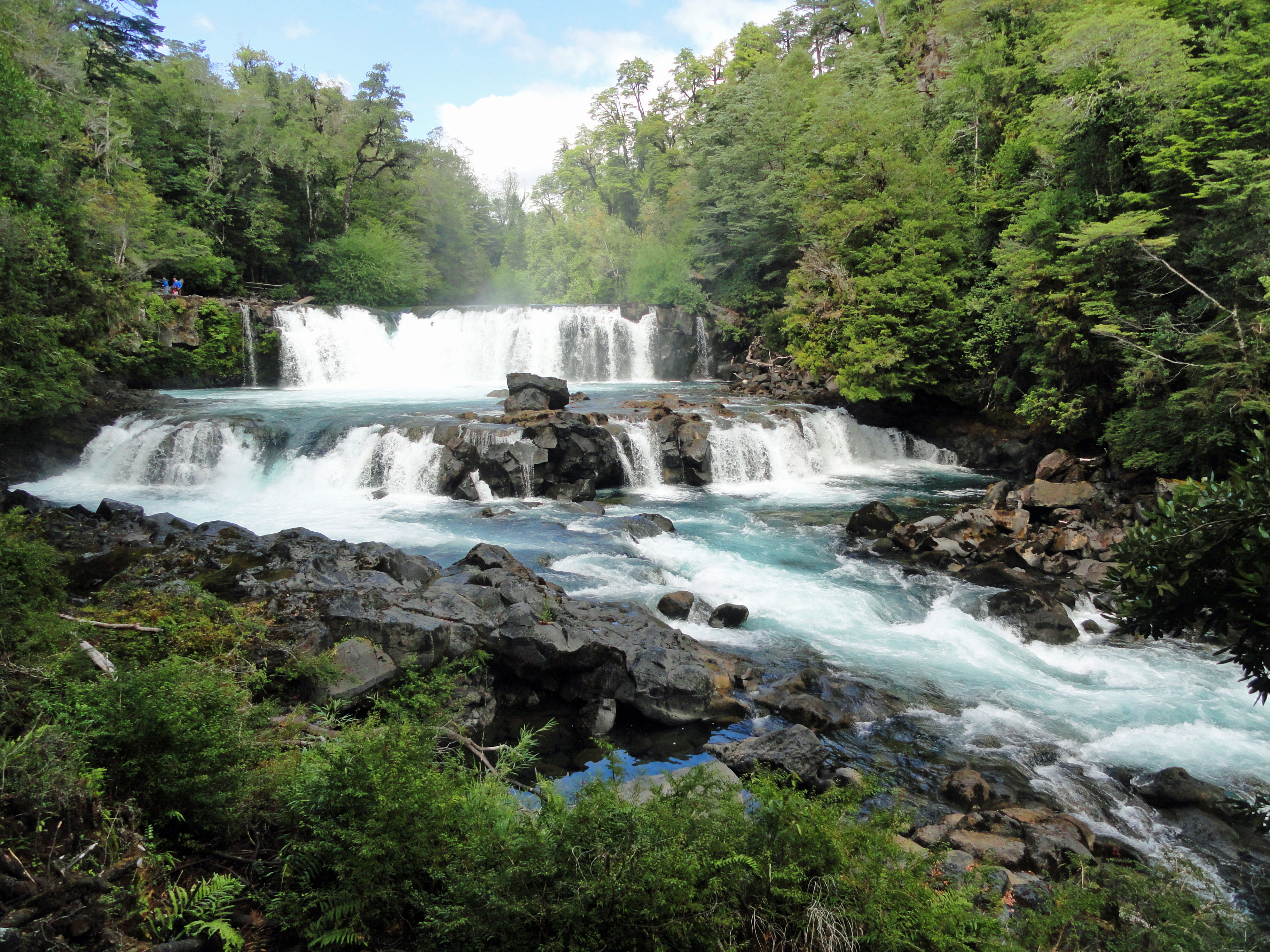
Wasserfälle im Reserva Biológica Huilo Huilo
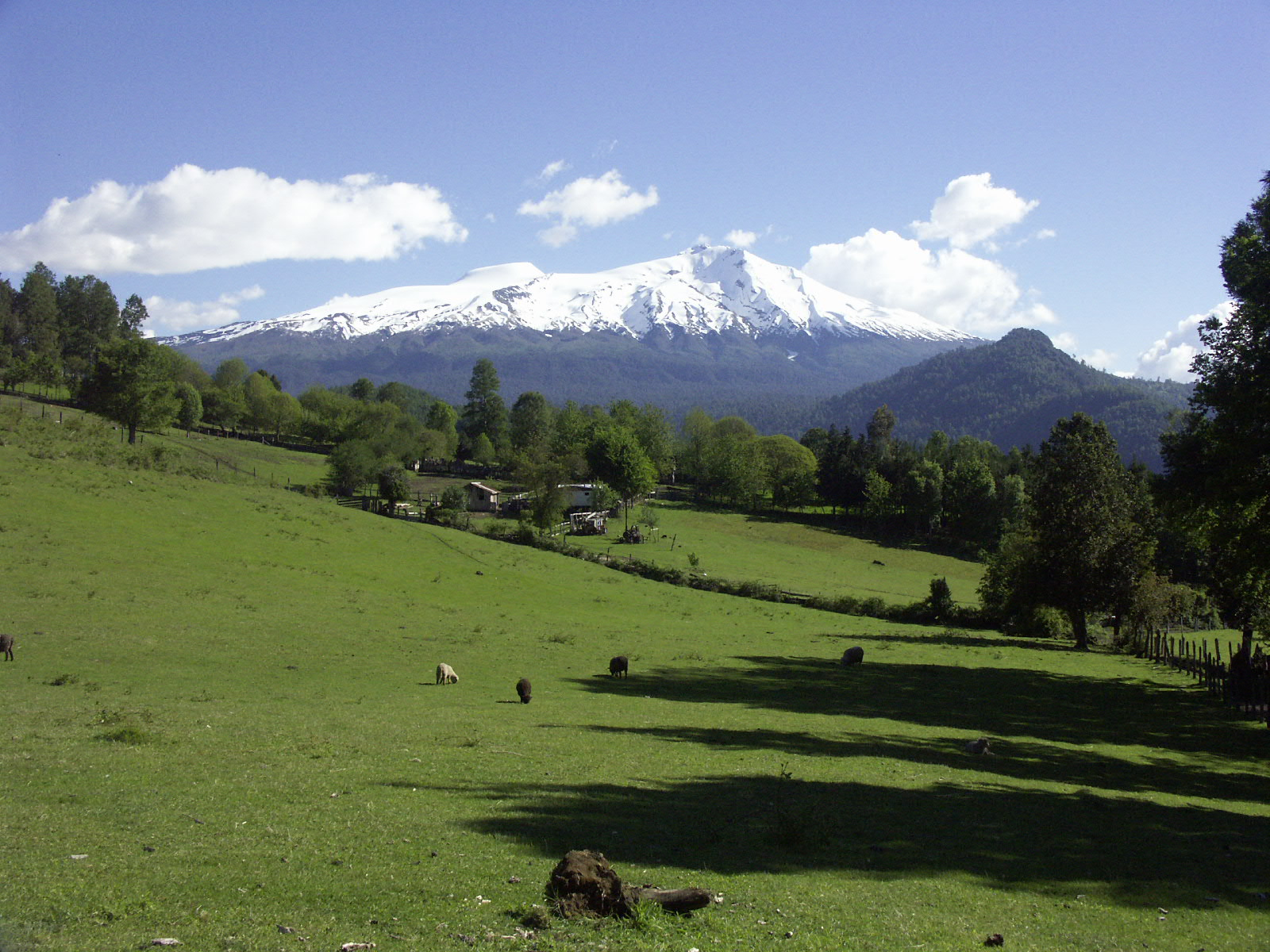
Der Vulkan Mocho-Choshuenco